# سیارک ۳۴۷۷۸
سیارک ۳۴۷۷۸ (به انگلیسی: 34778 Huhunglick، نامگذاری:2001RV6) سی و چهار هزار و هفتصد و هفتاد و هشتمین سیارک کشف شده‌است که در ۱۰ سپتامبر ۲۰۰۱ کشف شد.